# Janice McGeachin

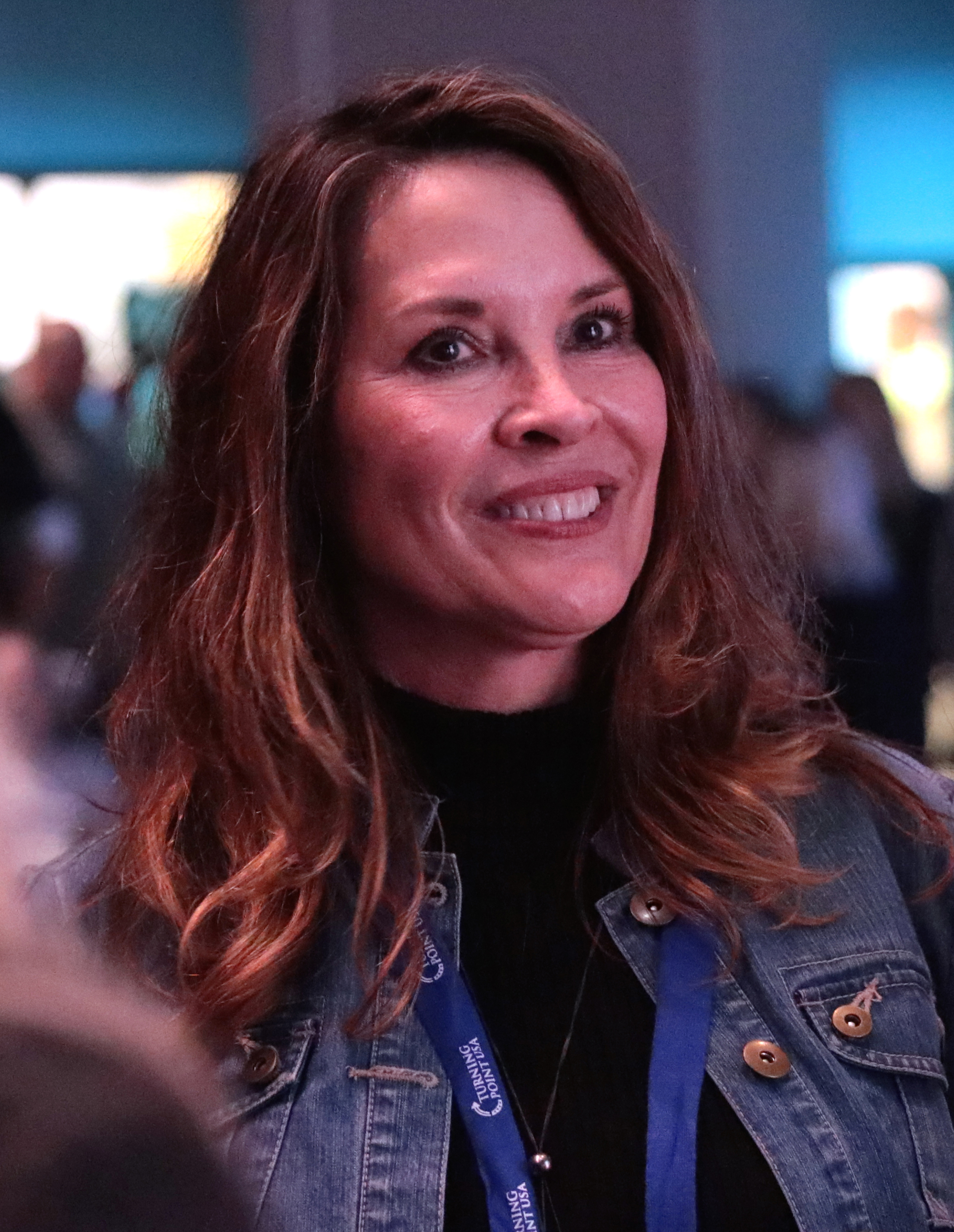
Janice McGeachin (2021)

Janice K. McGeachin (* 18. Januar 1963 in Las Cruces, New Mexico) ist eine US-amerikanische Politikerin der Republikanischen Partei. Von 2019 bis 2023 war sie Vizegouverneurin (Lieutenant Governor) des Bundesstaats Idaho.

## Privatleben
Janice McGeachin wurde 1963 in Las Cruces, New Mexico geboren. Sie machte 1981 ihren Schulabschluss an der Skyline High School in Mesa (Arizona). Danach studierte sie Finanzwesen und Rechnungswesen an der University of Arizona, die sie mit Bachelor of Science und Bachelor of Arts abschloss. Später arbeitete sie für verschiedene Unternehmen die ihr teilweise auch gehören, unter anderem betreibt sie mit ihrer Familie ein irisches Restaurant in Idaho Falls. Außerdem war sie Mitglied in der Greater Idaho Falls Chamber of Commerce. Des Weiteren ist sie Mitglied im American Red Cross.
Privat lebt sie mit ihrem Mann Jim in Idaho Falls. Das Paar hat zwei Kinder, welche beim Betrieb des Restaurant helfen.

## Politik
McGeachin schloss sich der Republikanischen Partei an. Dort ist sie im Vorstand des 40. Vorwahlkreises ihrer Partei. Von 2002 bis 2012 vertrat sie im Repräsentantenhaus von Idaho (Idaho House of Representatives) den Wahlbezirk 32A. Im Jahr 2018 wurde sie zur 43. Vizegouverneurin des Bundesstaats Idaho mit 59,7 %  gewählt. In der Vorwahl ihrer Partei um das Amt des Gouverneurs unterlag sie 2022 dem amtierenden Brad Little, dem sie als Vizegouverneurin gefolgt war. Ihre Amtszeit als Vizegouverneurin endete am 2. Januar 2023.